# Minamoto no Yoriie
Minamoto no Yoriie (源 頼家?; Kamakura, 11 settembre 1180 – 14 agosto 1204) è stato un militare giapponese.
Primogenito di Minamoto no Yoritomo e Hōjō Masako, fu il secondo shōgun (dal 1202 al 1203) dello shogunato di Kamakura, che suo padre aveva fondato.

## Biografia

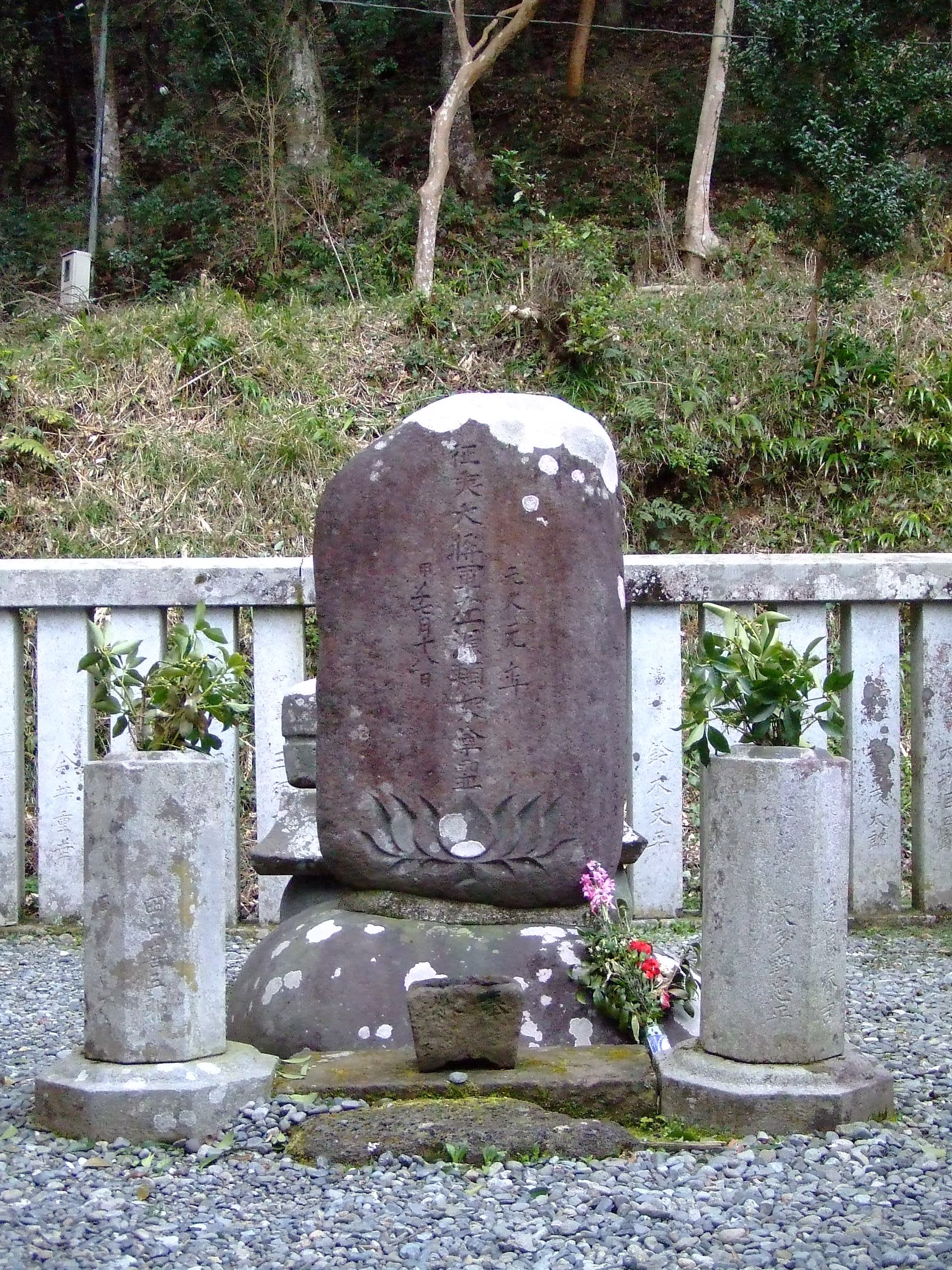
Tomba di Minamoto no Yoriie a Shuzenji, Izu

Dopo la morte del padre nel 1199, Yoriie divenne il capo del clan Minamoto e fu nominato Seii Taishōgun nel 1202. Nel frattempo, però, suo nonno, lo shikken Hōjō Tokimasa era riuscito ad accentrare su di sé il controllo dell'amministrazione giapponese, rendendo di fatto simbolica la carica di shōgun. Nel 1203 Yoriie cercò alleanza con la famiglia di sua moglie, il clan Hiki per tessere un complotto che indebolisse il potere del clan Hōjō, ma fallì e fu messo agli arresti domiciliari prima di essere assassinato nel 1204.
Gli succedette suo fratello minore Minamoto no Sanetomo.